# Jamais plus jamais
Pour les articles homonymes, voir Never Say Never.
Pour plus de détails, voir Fiche technique et Distribution.
Jamais plus jamais (Never Say Never Again) est un film d'espionnage anglo-américain réalisé par Irvin Kershner et coproduit par Taliafilms. Sorti en 1983, il s’agit d’une nouvelle adaptation du roman Opération Tonnerre (paru en 1961) de Ian Fleming, déjà adapté par EON Productions dans un film homonyme de 1965 où Sean Connery incarnait déjà l’agent secret James Bond.
Le film débute alors que James Bond a vieilli. Son supérieur le trouve en mauvaise forme et juge utile de lui faire suivre une cure dans une clinique privée. Dans cette clinique, Bond croise la route d'un certain Jack Petachi qui le conduit au SPECTRE, une organisation criminelle qui a dérobé deux ogives nucléaires à l'US Air Force. Bond essaie alors d'approcher sa sœur, Domino, qui est également la petite amie du commanditaire du vol, un certain Maximilian Largo. Bond et Domino s'allient alors contre Largo.
Ce film est un projet parallèle à la production officielle d’EON Productions, ainsi il ne figure pas dans la chronologie des vingt-cinq films sortis jusqu'en 2021 ; d’ailleurs dans le cadre de cette série « officielle », est sorti la même année Octopussy, avec Roger Moore dans le rôle de l'agent 007.
Il s'agit par ailleurs de la première apparition au cinéma du comédien Rowan Atkinson, qui a plus tard incarné un espion dans les films parodiques Johnny English.

## Synopsis
Bond échoue dans une mission de sauvetage qui n'était qu'une  évaluation de ses capacités. Son chef M l'envoie en cure dans une clinique privée en banlieue de Londres. Au même moment, dans une banque en France, une certaine Fatima Blush rejoint une pièce secrète où se déroule une réunion du SPECTRE. Son chef, Ernst Stavro Blofeld dévoile le plan Les larmes d'Allah : il s'agit d'un vol de missiles de croisière nucléaires orchestré par Maximilian Largo. Celui-ci a chargé le capitaine Jack Petachi de commettre le vol, en le droguant et en menaçant la vie de sa sœur, Domino, qu'il retient en otage.
À la clinique, Bond et son infirmière font l'amour. Bond remarque des bruits de coups violents dans une chambre voisine, qui est celle de Petachi et Blush. Grâce à des jumelles, cette dernière repère Bond. Le lendemain, Bond est attaqué par un tueur professionnel qu'il parvient à tuer après une lutte acharnée. Dans une base américaine en Grande Bretagne, Jack Petachi échange les têtes nucléaires factices sur des missiles contre des têtes réelles, puis est tué par Blush qui jette sur lui un serpent. Largo, depuis son yacht, le Flying Saucer, commande la chute en mer des missiles aussitôt récupérés et cachés dans une grotte sous-marine. Le SPECTRE réclame à l'OTAN une rançon exorbitante pour éviter le lancement des missiles sur des cibles civiles.
À Londres, Bond demande à M de pouvoir rejoindre Domino, qui ignore la mort de son frère. M l'envoie à Nassau, où il rencontre Fatima Blush. Ils font alors l'amour dans un bateau puis Blush l'envoie près d'une épave où prolifèrent les requins. Bond réussit à leur échapper, aidé par une pêcheuse rencontrée auparavant sur le port. Les apercevant, Blush pose sous le lit de la chambre de Bond une bombe qui explose, en vain car Bond se trouvait dans la chambre de la femme rencontrée plus tôt ( les deux amants ayants chacun leurs chambres dans le même hôtel), en train de faire l'amour. Plus tard, un contact du MI6, Nigel Small-Fawcett, informe James que Largo se trouve dans son yacht dans le Sud de la France.
Bond atterrit en France et rejoint son ami de la CIA Felix Leiter et un contact du MI6, Nicole, dans une villa sur les hauteurs donnant vue sur la baie, où mouille le yacht de Largo. Bond rejoint un sauna où se rend Domino et lui propose un massage. Domino lui apprend que Largo organise au casino de la ville une soirée-œuvre de charité au profit d'enfants orphelins. Bond s'y rend et défie Largo à un jeu vidéo, Domination. Après plusieurs échecs, Bond finit par remporter la manche suprême et offre à Largo d'échanger son chèque contre une danse avec Domino. Durant le tango, Bond informe Domino de la mort de son frère et qu'il suspecte Largo.
De retour à la villa, Bond trouve Nicole sans vie, tuée par Blush qu'il pourchasse. Celle-ci réussit à le terrasser. Bond utilise un stylo modifié pour envoyer une charge explosive sur Blush. Bond et Leiter plongent ensuite pour observer le yacht de Largo mais celui-ci capture James. Dans le studio de danse du yacht, Bond étreint passionnément Domino. Largo, enragé, se précipite dans le studio et casse le matériel de la salle avec une hache. Bond réussit à informer ses supérieurs que le yacht fait route vers l'Afrique du Nord.
Arrivés à destination, Largo rejoint la cache des têtes nucléaires et enferme Bond dans une ancienne forteresse où il lui révèle qu'une des cibles sera Washington D.C.. Il offre également Domino à un marchand d'esclaves. Utilisant sa montre-gadget, Bond s'évade, porte secours à Domino et s'enfuit avec elle à cheval. Ils sautent dans la mer et sont secourus par Leiter, venu à bord d'un sous-marin américain. Le sous-marin suit le Flying Saucer, ancré à un littoral peu profond. Leiter et le capitaine cherchent la cache des missiles lorsque Bond constate que la carte de la région est similaire au pendentif de Domino, Les larmes d'Allah. Bond, Leiter et un commando infiltrent la base de Largo et engagent le combat, puis un hélicoptère emmène Bond vers la crevasse où sont cachés les missiles. Sous l'eau, Bond affronte Largo qui est abattu par Domino au moyen d'un harpon. James et elle remontent en surface. Plus tard, Bond refuse de reprendre le service actif et passe de véritables vacances avec Domino.

## Fiche technique
Sauf indication contraire, les informations mentionnées dans cette section peuvent être confirmées par la base de données cinématographiques IMDb,  présente dans la section « Liens externes ».
- Titre original : Never Say Never Again
- Titre français : Jamais plus jamais
- Réalisation : Irvin Kershner
- Scénario : Lorenzo Semple Jr., d'après une histoire de Kevin McClory, Jack Whittingham et Ian Fleming
- Musique : Michel Legrand
- Décors : Stephen B. Grimes
- Photographie : Douglas Slocombe et Paul Beeson (seconde équipe et prises de vues additionnelles)
- Montage : Ian Crafford
- Son : David Allen
- Production : Jack Schwatzman
- Sociétés de production : Taliafilm, PSO International et Woodcote
- Société de distribution : Warner Bros. Pictures
- Pays de production :  Royaume-Uni /  États-Unis /  Allemagne de l'Ouest
- Langues originales : anglais, français, espagnol et arabe
- Format : couleurs - 35 mm - 2,35:1 - son Dolby
  - Copies 70 mm - 2,20:1 - son stéréo 6 pistes
- Genre : espionnage, action
- Durée : 134 minutes
- Dates de sortie[3] :
  - États-Unis : 6 octobre 1983 (première mondiale à Los Angeles), 7 octobre 1983 (sortie nationale)
  - France : 30 novembre 1983
  - Royaume-Uni : 15 décembre 1983
- Affiches : Bill Gold (États-Unis), Michel Landi (France)

## Distribution
Sauf indication contraire, les informations mentionnées dans cette section peuvent être confirmées par la base de données cinématographiques IMDb,  présente dans la section « Liens externes ».
- Sean Connery (VF : Jean-Claude Michel) : James Bond 007
- Klaus Maria Brandauer (VF : lui-même) : Maximilian Largo (No 2 du SPECTRE)
- Kim Basinger (VF : Dorothée Jemma) : Domino Petachi
- Barbara Carrera (VF : Évelyne Séléna) : Fatima Blush (No 12 du SPECTRE)
- Bernie Casey (VF : Emmanuel Gomès Dekset) : Felix Leiter
- Edward Fox (VF : Jean Roche) : « M »
- Alec McCowen (VF : Roger Carel) : « Q » Algernon
- Pamela Salem (VF : Martine Messager) : Miss Moneypenny
- Max von Sydow (VF : Roland Ménard) : Ernst Stavro Blofeld
- Gavan O'Herlihy (VF : Hervé Bellon) : Jack Petachi
- Rowan Atkinson (VF : Marc François) : Nigel Small-Fawcett
- Prunella Gee (VF : Yolande Folliot) : Patricia Fearing
- Milos Kirek (VF : William Sabatier) : Kovacs
- Pat Roach (VF : Michel Bardinet) : Lippe
- Valerie Leon (VF : Anne Rochant) : la femme aux Bahamas
- Ronald Pickup (VF : Roger Crouzet) : Elliott, l'assistant de « M »
- Anthony Sharp (VF : Claude d'Yd) : Lord Ambrose, ministre des Affaires étrangères
- Robert Rietty (VF : Mario Santini) : un ministre italien
- Guido Adomi : un ministre italien
- Vincent Marzello : le colonel Culpepper
- Christopher Reich : Numéro 5
- Billy J. Mitchell (VF : Serge Lhorca) : le capitaine Pederson
- Manning Redwood (VF : William Sabatier) : le général Miller
- Anthony Van Laast (VF : Vincent Violette) : Kurt, prof de danse de Domino
- Saskia Cohen-Tanugi (VF : Elisabeth Wiener) : Nicole
- Sylvia Marriott (VF : Monique Mélinand) : la ministre française
- Dan Meaden : le videur au casino
- Michael Medwin (VF : Philippe Dumat) : le docteur à Shrublands
- Lucy Hornak (VF : Monique Thierry) : l'infirmière à Shrublands
- Derek Deadman : le portier à Shrublands
- Joanna Dickens (VF : Paule Emanuele) : la cuisinière à Shrublands
- Tony Alleff : l'acheteur
- Paul Tucker : le steward du bateau
- Brenda Kempner (VF : Paule Emanuele) : la masseuse au spa
- Jill Meager (VF : Monique Thierry) : la réceptionniste au spa
- John Stephen Hill (en) : l'officier des communications
- Wendy Leech : l'otage lors de l'exercice
- Roy Bowe (VF : Marc de Georgi) : le capitaine du bateau

Sources et légendes : Version française (VF) sur AlloDoublage

## Lieux de tournage
- France, Côte d'Azur:
  - Antibes : Fort Carré
  - Menton : 

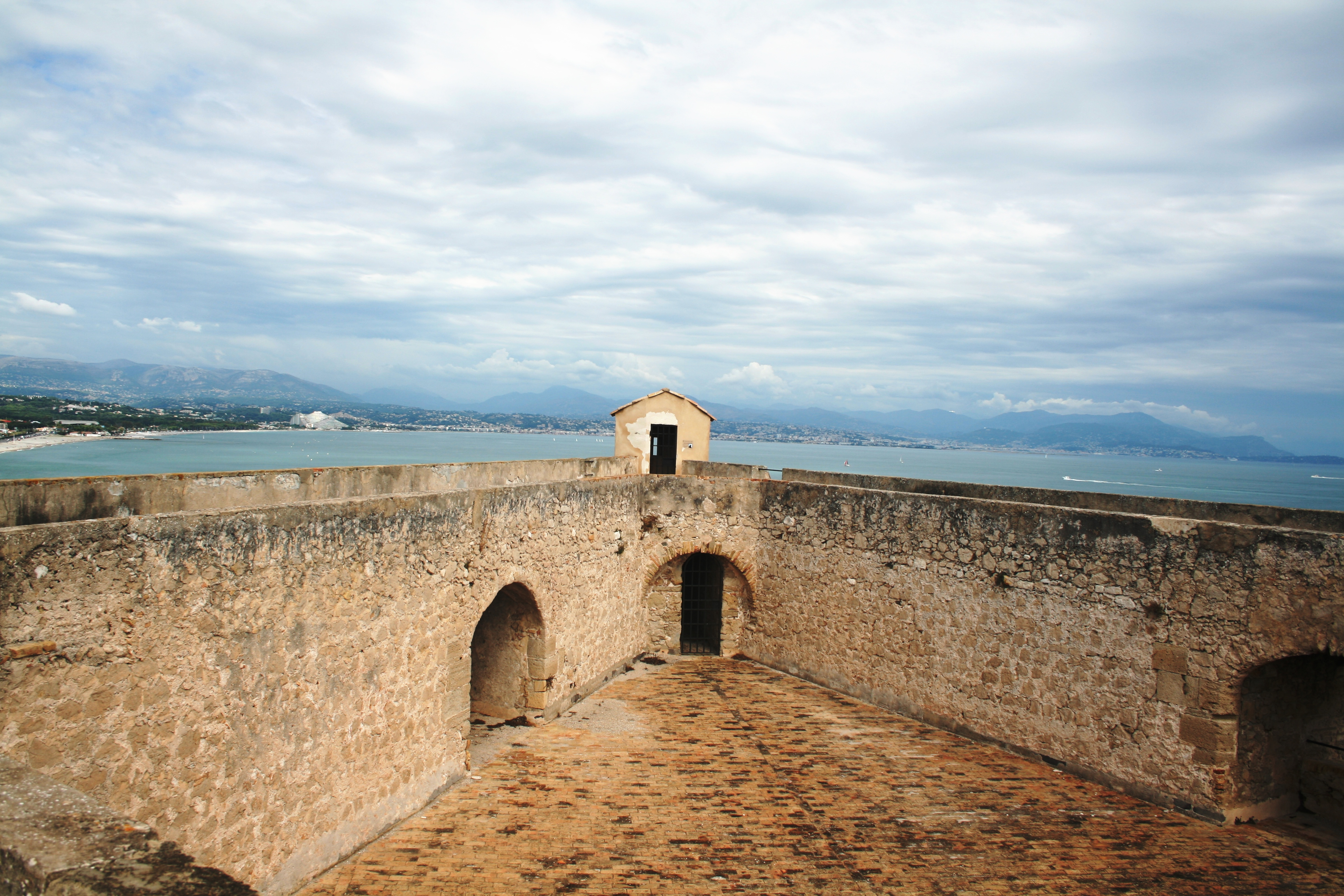
Fort carré, figurant la forteresse de Largo

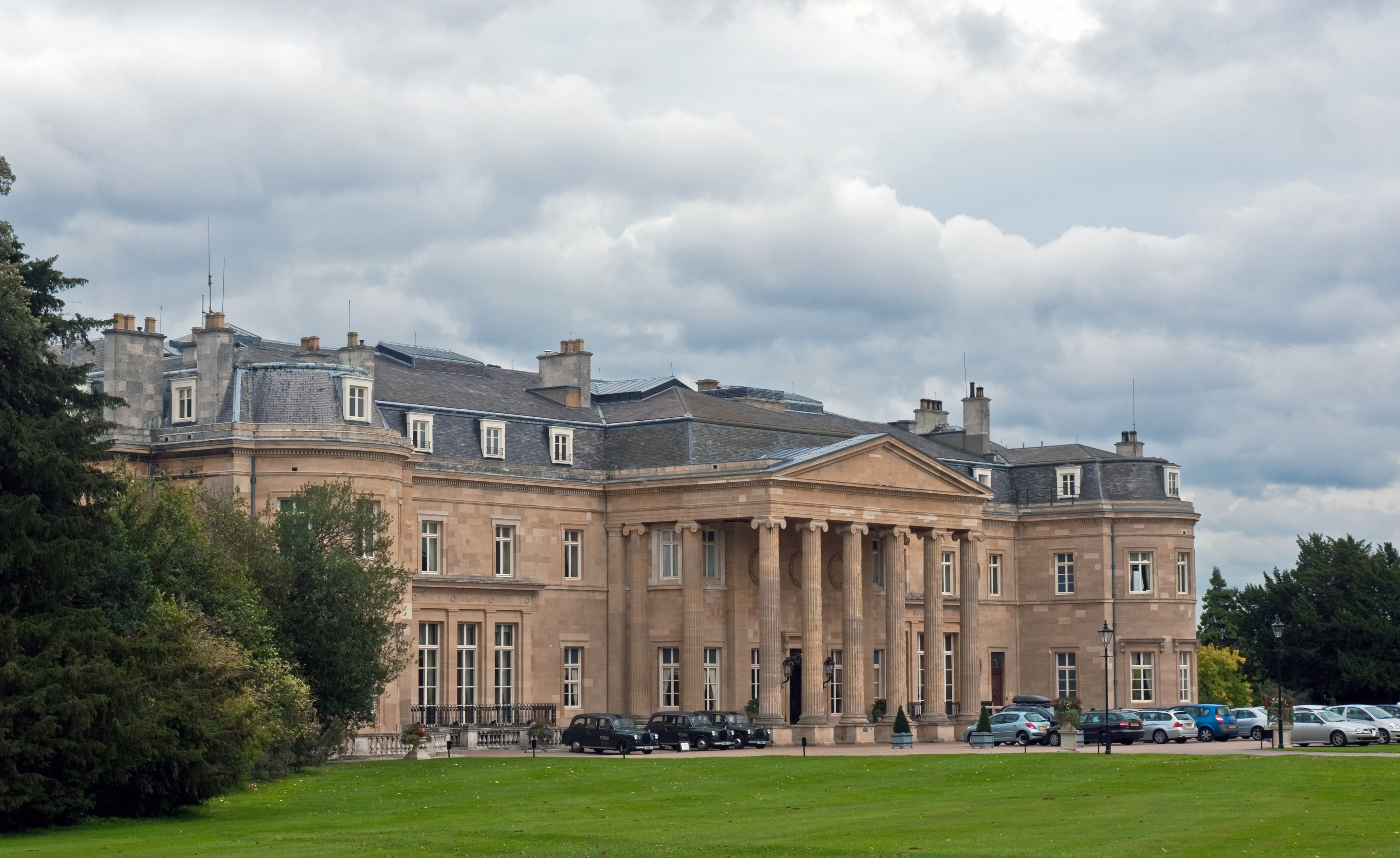
Le manoir Luton Hoo, figurant la clinique de Shrublands

    - scènes de course-poursuite dans la vieille ville,
    - rue des Logettes,
    - montée du souvenir,
    - parvis de la Basilique Saint-Michel-Archange,
    - tunnel Pascal-Molinari.

  - Nice : studios de la Victorine
  - Villefranche-sur-Mer : Maison Rouge
- Monaco : Casino de Monte-Carlo
- Royaume-Uni : 
  - studios d'Elstree
  - manoir de Luton Hoo, au nord de Londres
  - Waddesdon Manor, dans le Buckinghamshire
- Malte
- Espagne : Almeria : parc naturel de Cabo de Gata
- Bahamas : Nassau : Clifton Pier
- États-Unis : Floride

## Genèse

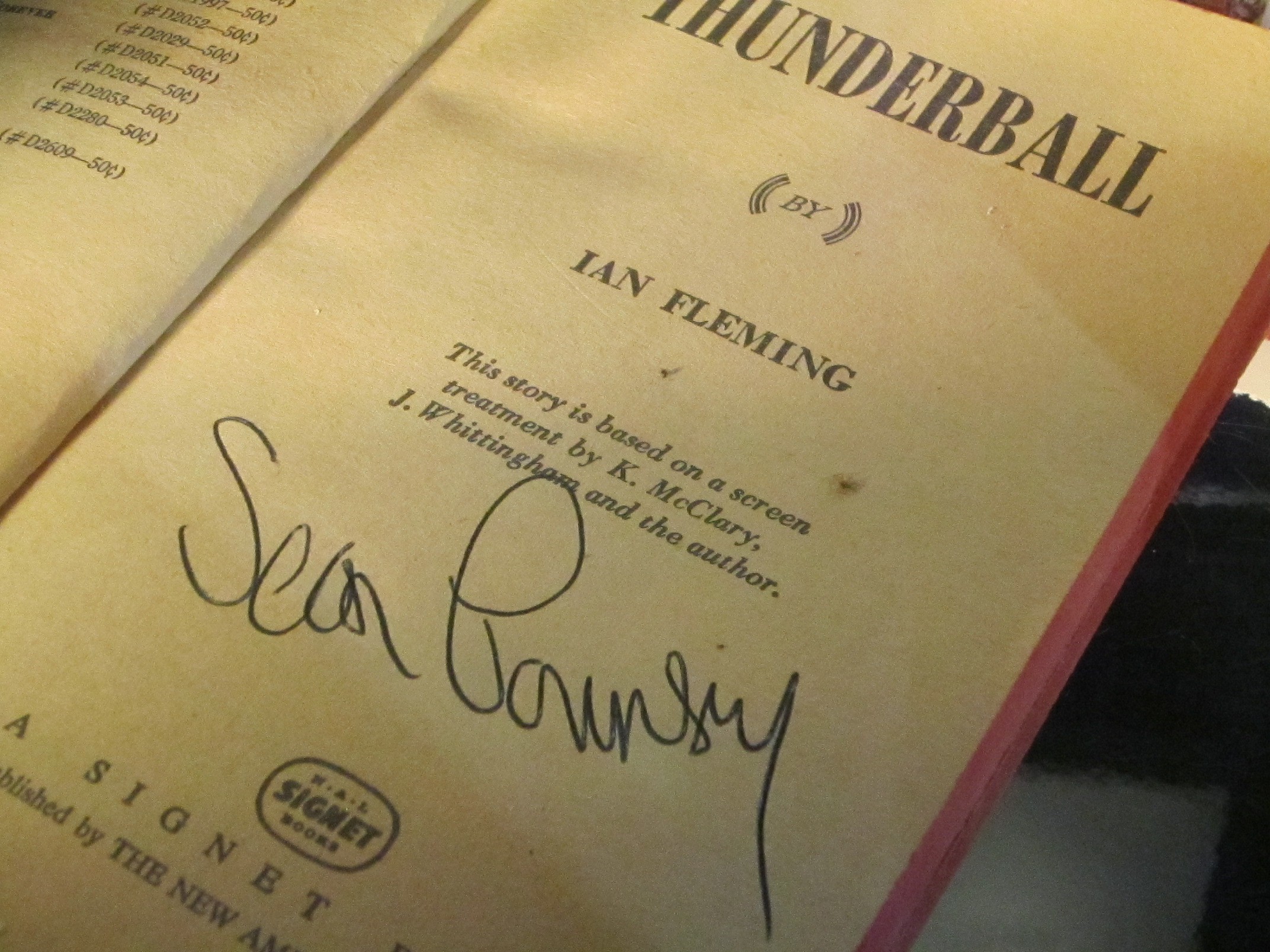
Exemplaire du roman dOpération Tonnerre dédicacé par Sean Connery, exposé au musée automobile de Beaulieu.

La réalisation de ce film résulte de la victoire en justice en 1963 de Kevin McClory contre Ian Fleming, avec lequel il avait participé à l'écriture de scripts qui devaient inaugurer la série des James Bond à l'écran, James Bond of the Secret Service. Le projet ayant du mal à voir le jour, Ian Fleming réutilise la plupart des éléments de l'histoire dans son roman Opération Tonnerre sans créditer McClory et ses autres collègues. Peu avant la sortie du roman en 1961, Kevin McClory attaque Fleming en justice pour tenter de stopper la publication, mais échoue. Par la suite, Ian Fleming vend les droits cinématographiques de la série, dont Opération Tonnerre, aux producteurs Harry Saltzman et Albert R. Broccoli, fondateurs d'EON Productions.
En automne 1963, le cas McClory contre Fleming est entendu à la High Court de Londres. Lorsque l'affaire se solde, McClory obtient les droits cinématographiques sur le roman Opération Tonnerre et sur tous les scénarios développés dans le cadre du projet de premier film de 007. Fleming conserva les droits littéraires sur le roman, mais les éditeurs durent désormais ajouter une mention sur les futures éditions spécifiant qu'il était basé sur un scénario de Kevin McClory, Jack Whittingham et Ian Fleming.
En 1965, le film Opération Tonnerre est sorti, mettant en vedette Sean Connery dans le rôle de James Bond. Le film est le quatrième d'Eon Productions avec Albert R. Broccoli et Harry Saltzman en tant que producteurs, Kevin McClory a également été inclus dans l'équipe de production : Broccoli et Saltzman ont fait un pacte avec lui, d'entreprendre une production conjointe d'Opération Tonnerre, McClory devant en retour ne pas faire d'autres adaptations cinématographiqus du roman sur une période de dix ans après la sortie de la version produite par Eon. La première eut lieu à Tokyo le 9 décembre 1965, remportant 141,2 millions de dollars au box-office mondial.
Dix ans plus tard, Kevin McClory cherche à produire un film de James Bond sans EON, basé sur ses droits sur Opération Tonnerre. Il y parvient en 1983 avec Jamais plus jamais. Il cherche plus tard à faire d'autres Bond, mais n'y parvient pas.

## Autour du film
- Il y a plusieurs différences avec le film Opération Tonnerre. Dans Opération Tonnerre, le méchant avait pour nom Emilio Largo, ici, il porte le nom de Maximilian Largo. La « James Bond Girl » d'Opération Tonnerre se nommait Domino Derval (alors jouée par Claudine Auger) ; ici, elle s'appelle Domino Petachi (jouée par Kim Basinger). Cela tient en partie aux nationalités des acteurs (afin de justifier leur accent en anglais), respectivement, Adolfo Celi étant Italien, Claudine Auger française, Klaus Maria Brandauer Autrichien, et Kim Basinger Américaine.
- En 1971, après la sortie des Diamants sont éternels, Sean Connery avait déclaré qu'il ne tournerait « plus jamais » de James Bond. Comme le dit le titre original Never Say Never Again (littéralement : « Ne dites jamais “plus jamais” » ou « Il ne faut jamais dire “plus jamais” »), il est revenu sur sa décision moyennant un cachet de 5 000 000 $[7]. La confrontation avec Octopussy, le James Bond « officiel » d'EON Productions avec Roger Moore, sorti quatre mois plus tôt, ne tourna cependant pas à son avantage. Malgré un budget inférieur (27 500 000 $ contre 36 000 000 $ pour Jamais plus jamais), Octopussy eut un plus grand succès auprès du public : il rapporta aux USA 67 900 000 $ contre 55 400 000 $ pour Jamais plus jamais[8],[9].
- La base côtière de Largo se trouve en un lieu nommé « Palmyra », censé se trouver en Afrique du Nord. Ceci est dû à la transposition de l'histoire originale (Palmyre est également le nom du domaine d'Emilio Largo aux Bahamas dans Opération Tonnerre, sorti en 1965). Mais, par ailleurs, Palmyre est une ville et oasis du centre de la Syrie, au Moyen-Orient, ce qui est sans lien avec la localisation des bases navales dans les deux films.
- C'est le premier film de Rowan Atkinson, qui y joue un rôle humoristique, celui de Nigel Small-Fawcett, un contact du MI6. Plus tard, il jouera une parodie de James Bond dans Johnny English (2003), Johnny English, le retour (2011) et Johnny English contre-attaque (2018).
- Valerie Leon, qui joue la femme aux Bahamas dans le film, est apparue auparavant dans L'Espion qui m'aimait (1977) où elle était la réceptionniste de l'hôtel Cala di Volpe en Sardaigne.
- Pour la première fois, le rôle de Felix Leiter est joué par un Afro-Américain, Bernie Casey, bien avant Jeffrey Wright dans Casino Royale (2006), Quantum of Solace (2008) et Mourir peut attendre (2021).
- La composition de la bande-originale de Jamais plus jamais fut au départ proposée à John Barry, mais celui-ci déclina l'offre, préférant travailler sur le film d'EON Productions. C'est finalement Michel Legrand, rencontré par hasard par Sean Connery, qui composa la musique. La chanson-titre, Never Say Never Again, est chantée par Lani Hall.
- Metro Goldwyn Mayer a acheté les droits du film pour 15 000 000 $ en 1997.
- Le tournage a débuté le 27 septembre 1982 et s'est terminé au début de l'année 1983.
- Le bateau de Maximilian Largo est le Nabila, lancé en 1980.

## Sorties vidéo/DVD/Blu-Ray
- France 10 mai 2001 chez MGM ; ressortie en pack 2 DVD (avec La Maison Russie) le 2 novembre 2005 chez MGM
- Belgique : 2006 (image remastérisée)
- France 1er avril 2013 sortie en Blu-Ray chez MGM / United Artists[10]

Le film n'a jamais été inclus dans les intégrales James Bond pour les raisons exposées plus haut (considéré comme un hors-série).